# Les Sacrifiés
Cet article concerne le film de John Ford et Robert Montgomery sorti en 1945. Pour le film réalisé par Sylvester Stallone, sorti en 2010, voir Expendables : Unité spéciale.
Pour le film de George Archaimbaud sorti en 1933, voir Les Sacrifiés (film, 1933).
Pour plus de détails, voir Fiche technique et Distribution.
Les Sacrifiés (titre original : They Were Expendable) est un film américain réalisé par John Ford et Robert Montgomery, sorti en 1945.

## Synopsis
Les premiers jours des campagnes du Pacifique, à travers une flottille de vedettes lance-torpilles commandée par les lieutenants John Brickley et Rusty Ryan. L'une de leurs missions est d'escorter le général Douglas MacArthur. Le film traite également avec beaucoup de réalisme de la déroute des alliés philippins et américains aux Philippines.

## Fiche technique
- Titre original : They Were Expendable
- Titre français : Les Sacrifiés
- Titre belge : Ils étaient sacrifiés
- Réalisation : John Ford et Robert Montgomery[1]
- Scénario : Frank W. Wead d'après le roman de William L. White
- Photographie : Joseph H. August
- Montage : Douglass Biggs et Frank E. Hull
- Musique : Herbert Stothart, Eric Zeisl[1] et Alberto Colombo[1]
- Direction artistique : Cedric Gibbons et Malcolm Brown
- Décors : Edwin B. Willis
- Costumes : Yvonne Wood (non créditée)
- Son : Douglas Shearer
- Producteurs : John Ford (Producteur) et Cliff Reid (Producteur associé)
- Société de production : Metro-Goldwyn-Mayer
- Société de distribution : Metro-Goldwyn-Mayer
- Pays de production :  États-Unis
- Langue : Anglais
- Format : Noir et blanc — 35 mm — 1,37:1 — Son : Mono (Western Electric Sound System)
- Genre : Film dramatique,Film de guerre
- Durée : 135 minutes
- Dates de sortie :
  - États-Unis : 20 décembre 1945
  - France : 20 avril 1949
- Affiche : Roger Soubie (France)

## Distribution
- Robert Montgomery (VF : Michel Roux) : Lieutenant John Brickley
- John Wayne (VF : William Sabatier) : Lieutenant (Junior Grade) Rusty Ryan
- Donna Reed : Second Lieutenant Sandy Davys
- Jack Holt : Général Martin
- Ward Bond (VF : Jean Clarieux) : Boats Mulcahey, Chief Boatswain's Mate
- Marshall Thompson : Ensign Snake Gardner
- Paul Langton : Ensign Andy Andrews
- Leon Ames : Major James Morton
- Arthur Walsh : Seaman Jones
- Donald Curtis : Lieutenant (Junior Grade) Shorty Long / voix à la radio annonçant la chute de Bataan
- Cameron Mitchell : Ensign George Cross
- Jeff York : Ensign Tony Aiken
- Murray Alper : Slug Mahan, Torpedoman's Mate 1c
- Harry Tenbrook : Squarehead Larson, Ship's Cook 2c
- Jack Pennick : Doc
- Alex Havier : Benny Lecocon, Sonar Technician 3c
- Charles Trowbridge : Amiral Blackwell
- Robert Barrat : Général Douglas MacArthur
- Bruce Kellogg : Elder Tompkins, Machinist's Mate 2c
- Tim Murdock : Ensign L. D. Brant
- Louis Jean Heydt : Captain Ohio Carter
- Russell Simpson : Dad Knowland
- Vernon Steele : Jills, le médecin militaire
- Robert Homans : Barman de l'hôtel à Manille
- Emmett Vogan : Médecin naval
- Merrill McCormick : Officier blessé à l'aéroport

## Récompenses et distinctions
- Oscars du cinéma
  - Nominations pour les meilleurs effets spéciaux et le meilleur son.

## Autour du film
- Tournage du 25 février au 13 juin 1945 à Miami Beach et Key Biscayne.
- Recettes : 3 250 000 dollars
- Le film n'est sorti qu'en décembre 1945. Il a été tourné alors que les États-Unis étaient encore en guerre.
- Ford exige la somme de 250 000 dollars pour tourner le film. Cette somme lui servit à financer la Field Photo Farm qu'il destinait aux vétérans de la Field Photo Unit. Il exigea également que Louis B. Mayer y investisse la même somme.
- Le scénario de Frank W. Wead qui participa à la Guerre du Pacifique donne aux personnages une authentique humanité et réalisme. Ford traitera la vie de son scénariste dans L'aigle vole au soleil.
- Ford et le Lt. John Brickley se sont rencontrés au cours de la guerre, et ont participé ensemble à des missions secrètes. Le Lt. John Brickley avait la responsabilité des vedettes lance-torpilles lors du débarquement de Normandie.
- Ford s'est cassé la jambe à la fin du film. C'est Robert Montgomery qui dirigea les dernières séquences du film.